# Giardini Tajnickij
I giardini Tajnickij (in russo Тайницкий сад?, Tajnickij sad) sono un parco urbano sito all'interno del Cremlino di Mosca (Russia).
Il parco prende il nome dalla vicina Torre Tajnickaja e fa parte della porzione del Cremlino dichiarata patrimonio dell'umanità UNESCO.

## Storia
Durante il periodo dell'Impero russo l'area dei giardini era occupata dalla chiesa dei Santi Costantino ed Elena, risalente al XIV secolo. Ospitò inoltre un granaio collegato con la cattedrale dell'Annunciazione. In una collinetta sita nell'area fu eretto nel 1898 il monumento di Alessandro II, in memoria dello zar defunto nel 1881 a causa di un attentato. A seguito della rivoluzione d'ottobre la chiesa dedicata a Costantino ed Elena fu tra gli edifici storici del Cremlino destinati alla distruzione, in ossequio alla politica antireligiosa che condusse alla demolizione di un gran numero di luoghi di culto in tutta l'Unione Sovietica.
L'area divenne un giardino pubblico, la cui parte superiore confinante con Piazza Ivanovskaja prese il nome di "Giardino del grande cremlino". Il giardino fu il primo luogo in cui si sperimentò il cosiddetto "subbotnik", ossia un programma di lavoro volontario, a cui prese pubblicamente parte anche Lenin. Uno degli elementi di maggiore attrazione del parco è una quercia chiamata "Cosmos", piantata da Jurij Gagarin il 14 aprile 1961, appena due giorni dopo il suo ritorno dallo storico volo sullo spazio. Dal 1967 al 1995 il giardino ospitò un monumento a Lenin, costruito per commemorare il 50º anniversario della rivoluzione. La statua fu poi rimossa e trasferita al museo di Gorki Leninskie.
Scavi archeologici condotti nel 2007 nel parco hanno portato alla scoperta delle fondamenta di alcune case e di manufatti di epoca medievale.
Durante la sua visita di Stato in Russia nel 2008, il leader libico Muʿammar Gheddafi soggiornò in una tenda allestita nei giardini Tajnickij.

## Galleria d'immagini

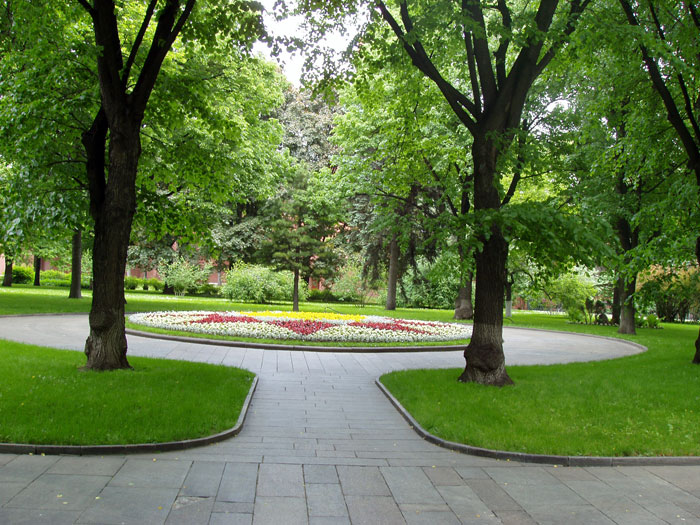
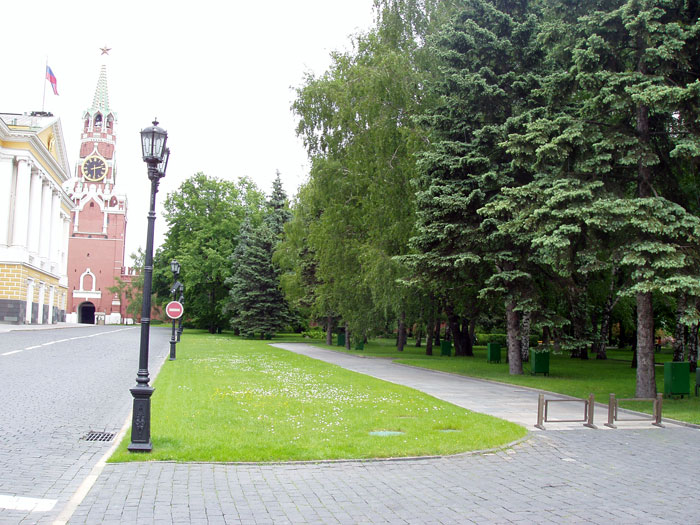
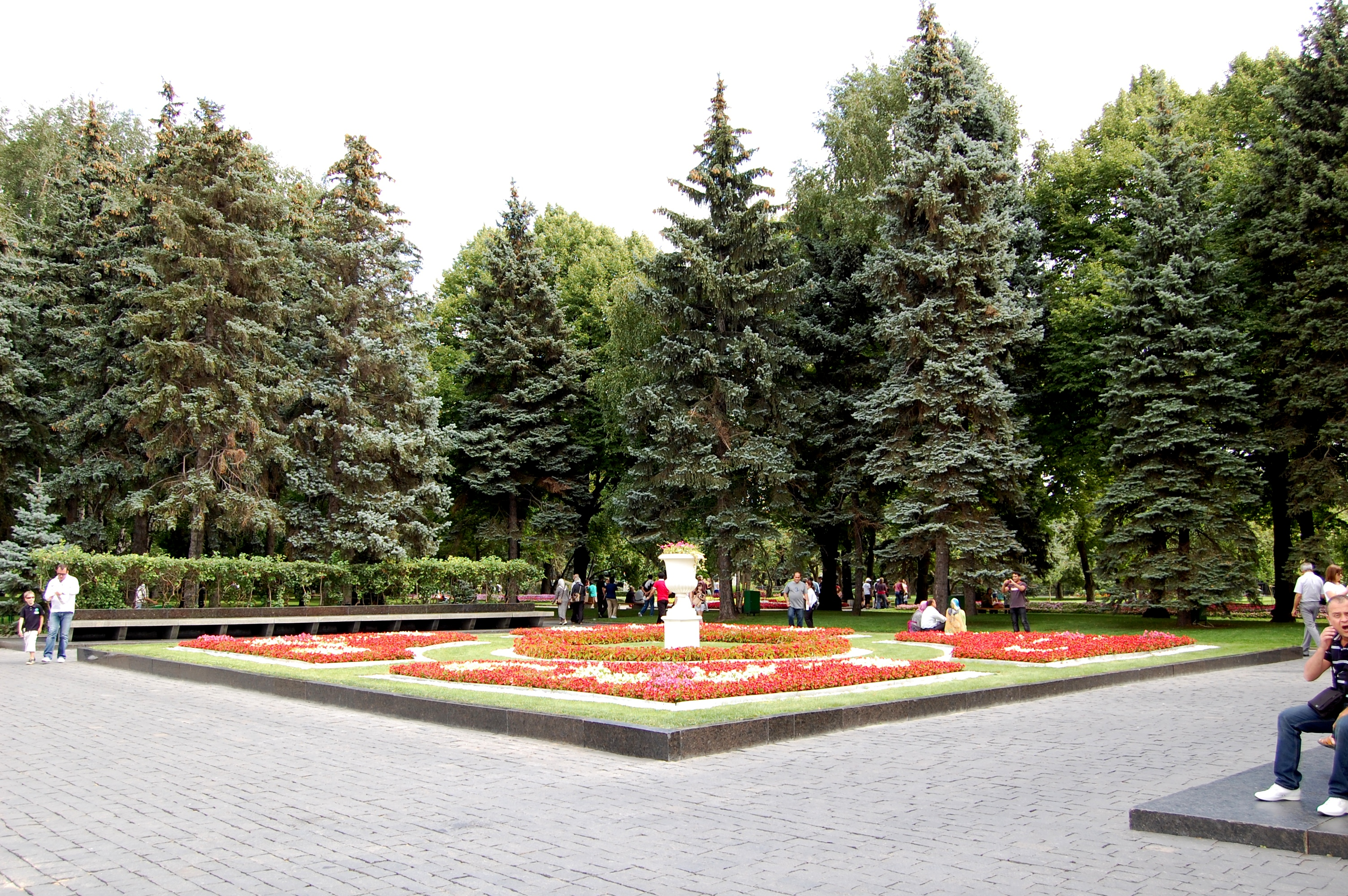
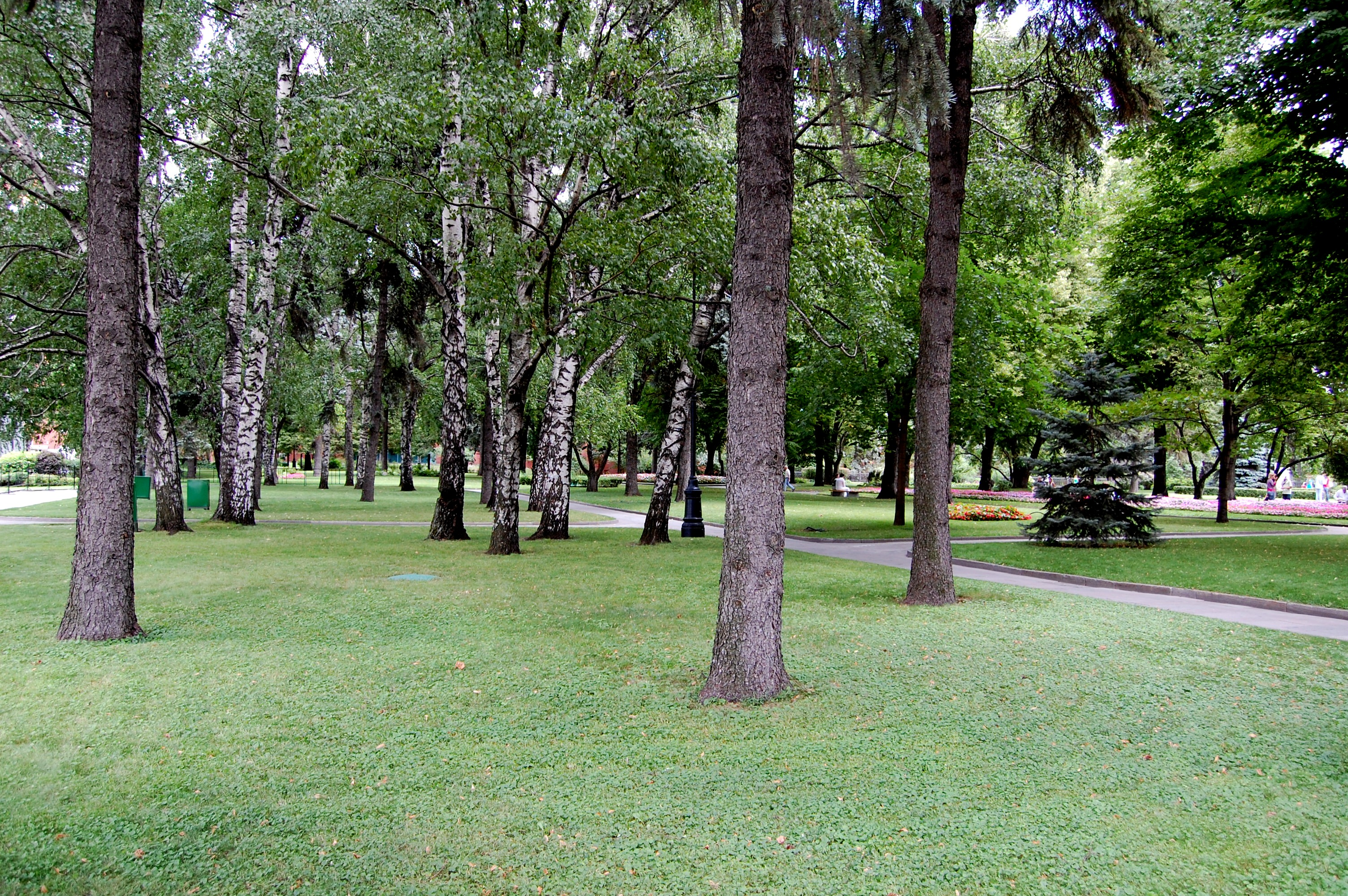
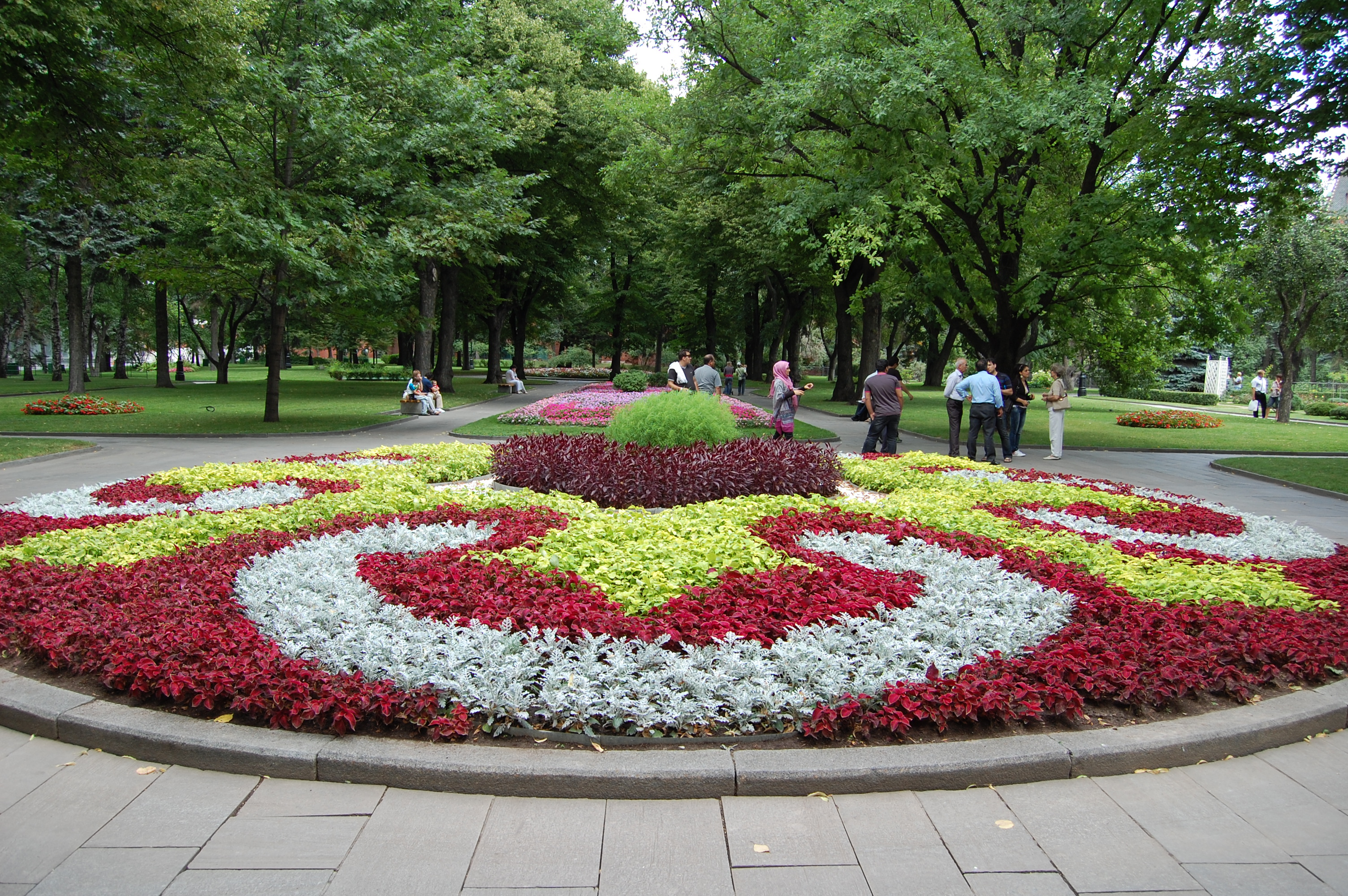
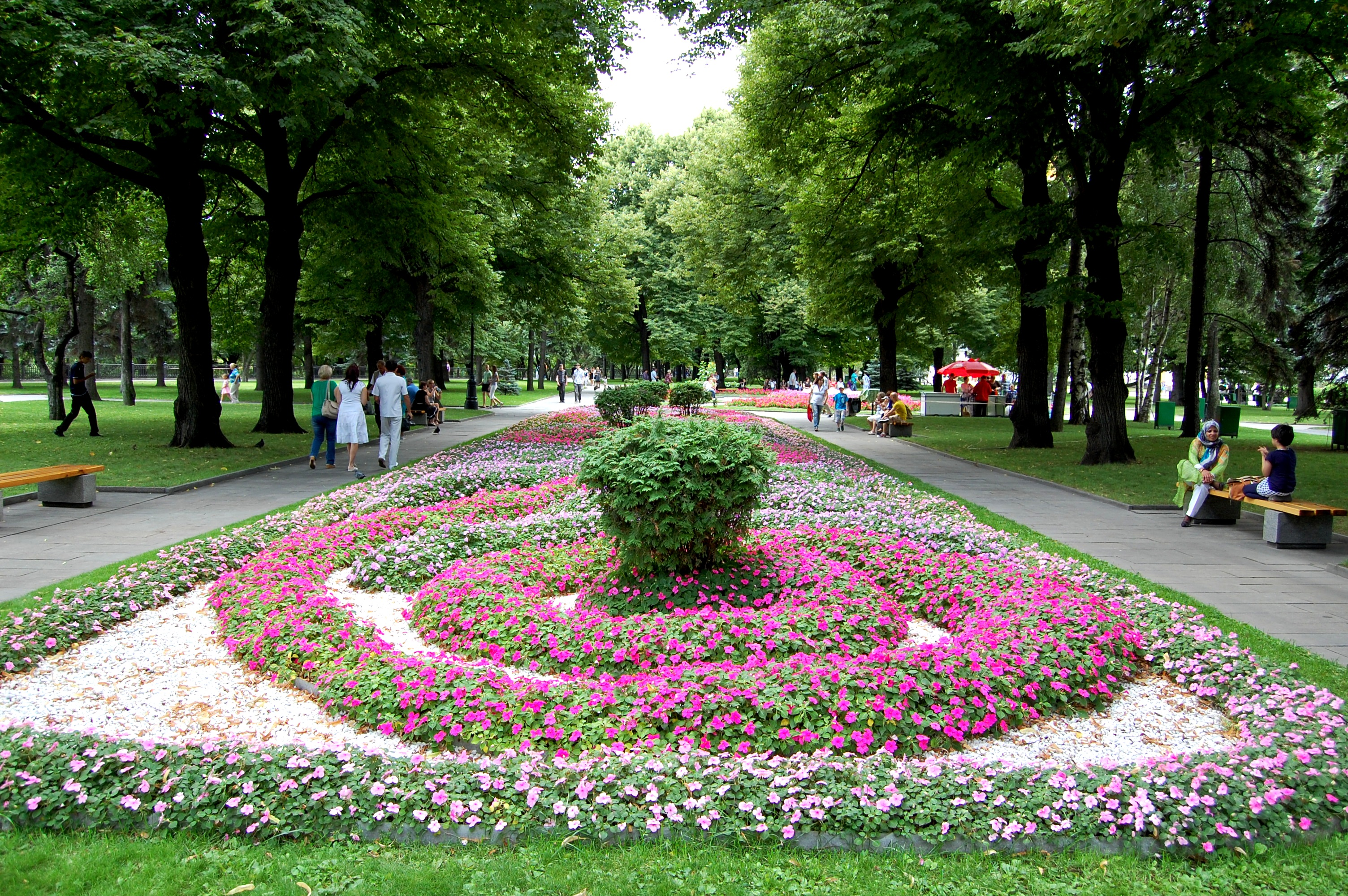
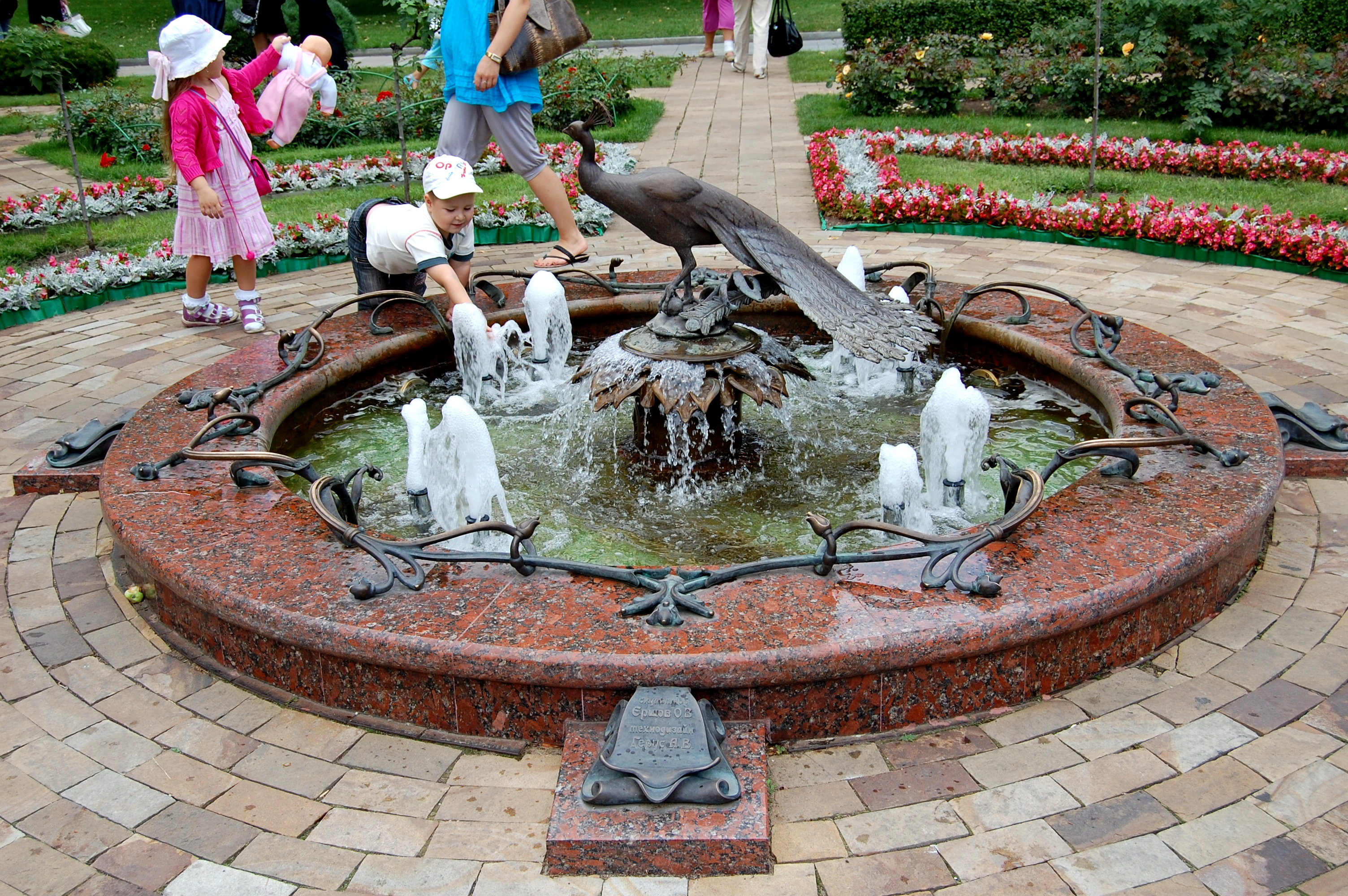
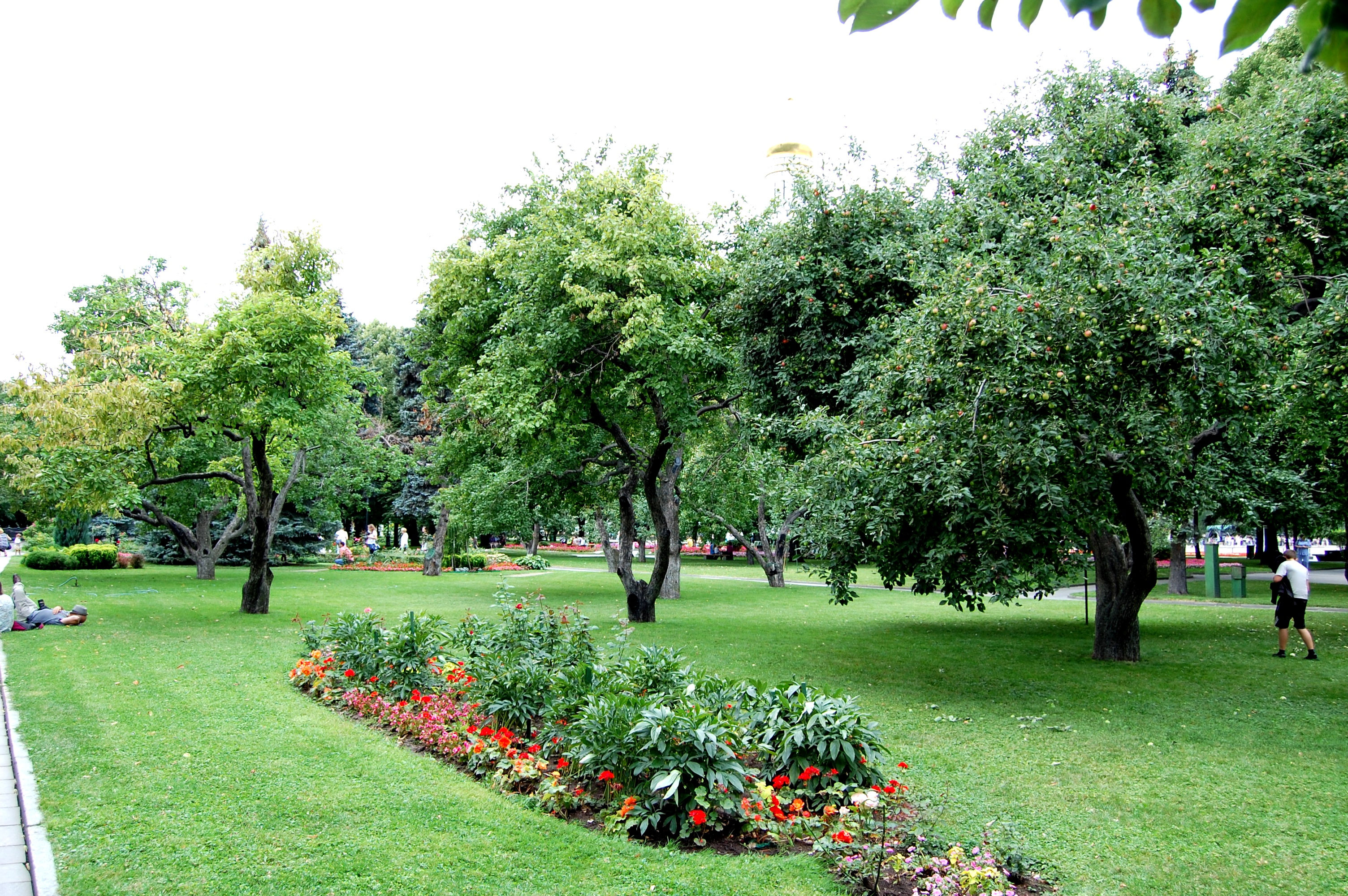
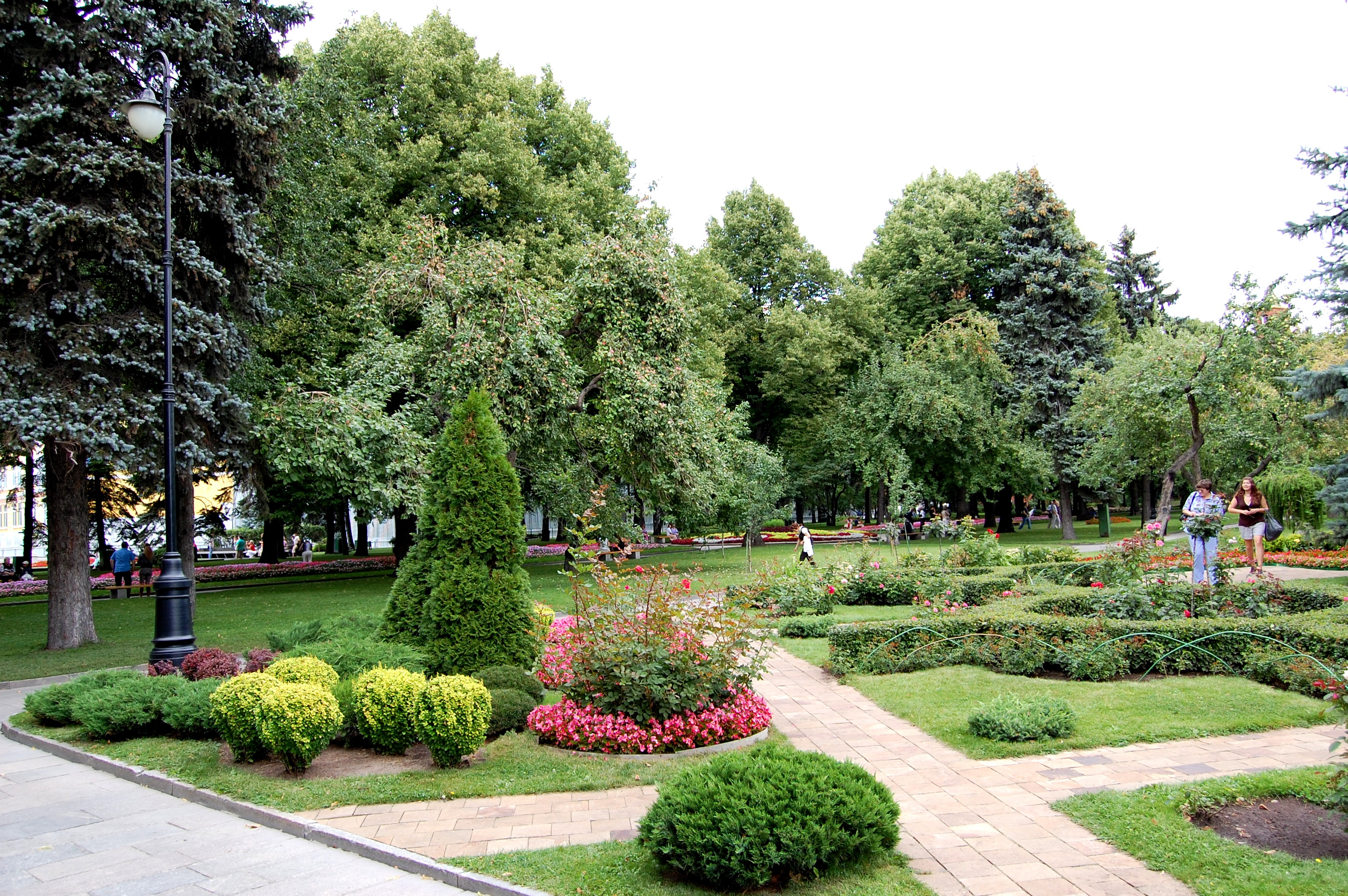
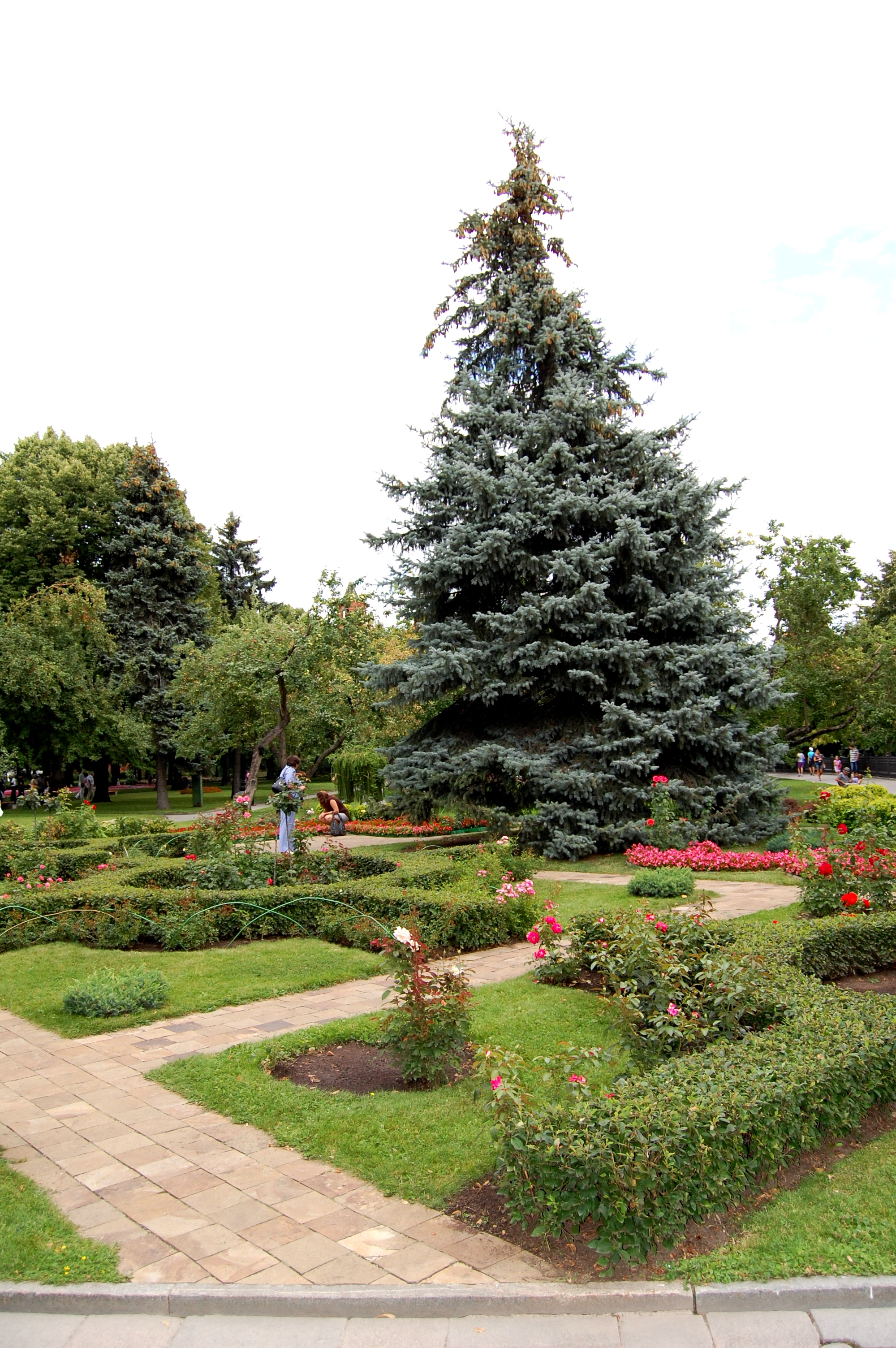